# Автоведение
Автоведе́ние — система частичного или полного автоматического (без непосредственного постоянного участия машиниста) управления поездом. В России подобные системы внедрены на Российских железных дорогах, в Московском, Петербургском и Казанском метрополитенах. Система автоведения, используемая на этих линиях, имеет собственное название «Движение».
УСАВП — универсальная система автоматического ведения поезда (применяется на локомотивах и МВПС магистрального железнодорожного транспорта).
Систему автоведения не следует путать с беспилотным движением, при котором у поезда или отсутствует кабина машиниста, или в кабине отсутствует какой-либо контроль движения, и все станции метрополитена на конкретной линии оборудованы платформенными раздвижными дверьми, распространёнными среди автоматических систем.

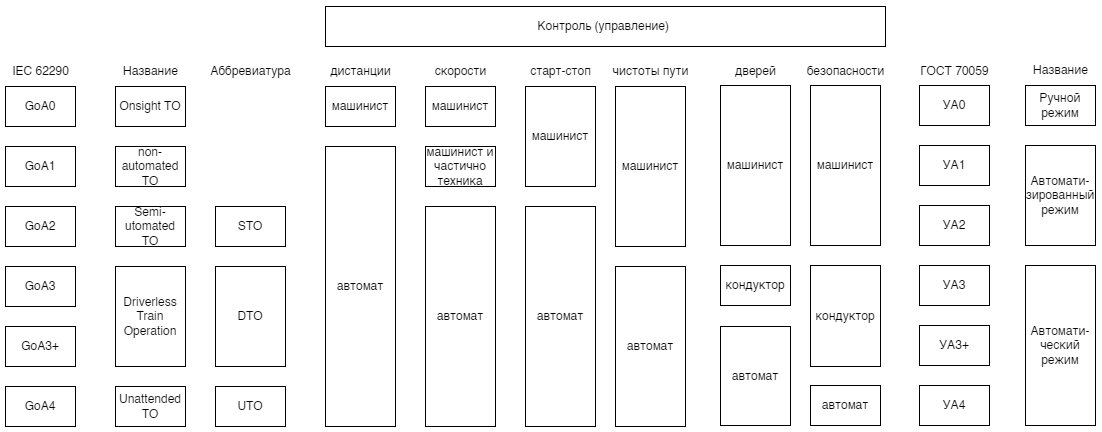
Классификация уровней автоматизации транспортных систем в России и Европе

## Описание функционирования системы (на примереМосковско-Петроградской линииПетербургского метрополитена)
Это система частичного или полного автоматического (без непосредственного постоянного участия машиниста) управления поездом. В данном случае на конкретной линии реализована система частичного автоматического управления, основанная на учёте метража от станции до станции. Технически реализована за счёт светоотражающих планок непосредственно перед станцией и светопроизводящих-принимающих устройств, установленных на головных вагонах поезда в кабине машиниста, дающих дополнительную информацию к учёту метража, команду на торможение состава и производящих коррекцию метража.
На данной линии команду на открытие и закрытие дверей поезда и отправление со станции даёт машинист. Торможение же поезда на станции происходит автоматически. Машинист имеет право на своё усмотрение приостановить действие автоведения и полностью управлять поездом самостоятельно. Но система безопасности (включающая в себя и автоведение) осуществляет контроль над действиями человека (с помощью программного обеспечения) и пресекает возможность неправомерных действий машиниста, способных привести к тяжёлым последствиям.

## Оценка
На Московско-Петроградской линии была разработана система, сочетающая в себе действия человека, механизмов и программного обеспечения, помогающая человеку не совершить фатальной ошибки, и дающий ему возможность контролировать, в свою очередь, работу механизмов и программного обеспечения.
Система автоведения облегчает управление поездом метро и значительно повышает безопасность движения.

## В мире
Первой в мире системой автоведения из когда-либо и где-либо введённой на линиях метрополитена является САУПМ (система автоматического управления поездами метрополитена), появившаяся в 1967 году на линии Виктория в Лондоне. Автоведение получило широкое распространение в мире, и постепенно вытесняет живых машинистов. Так, на октябрь 2022 года уже существовало большое количество линий метрополитена, которые полностью управляются автоматикой без участия машинистов).